# Джампертаун (Міссісіпі)
Джампертаун (англ. Jumpertown) — місто (англ. town) в США, в окрузі Прентісс штату Міссісіпі. Населення — 425 осіб (2020).

## Географія
Джампертаун розташований за координатами 34°42′32″ пн. ш. 88°39′37″ зх. д. / 34.70889° пн. ш. 88.66028° зх. д. (34.708796, -88.660256).  За даними Бюро перепису населення США в 2010 році місто мало площу 4,63 км², з яких 4,63 км² — суходіл та 0,00 км² — водойми.

## Демографія
Згідно з переписом 2010 року, у місті мешкало 480 осіб у 189 домогосподарствах у складі 134 родин. Густота населення становила 104 особи/км².  Було 218 помешкань (47/км²).
Расовий склад населення:
| - 93,8 % — білих - 3,3 % — чорних або афроамериканців |

До двох чи більше рас належало 2,9 %. Частка іспаномовних становила 1,0 % від усіх жителів.
За віковим діапазоном населення розподілялося таким чином: 27,3 % — особи молодші 18 років, 56,4 % — особи у віці 18—64 років, 16,3 % — особи у віці 65 років та старші. Медіана віку мешканця становила 33,7 року. На 100 осіб жіночої статі у місті припадало 85,3 чоловіків;  на 100 жінок у віці від 18 років та старших — 88,6 чоловіків також старших 18 років.
Середній дохід на одне домашнє господарство  становив 45 089 доларів США (медіана — 42 000), а середній дохід на одну сім'ю — 53 063 долари (медіана — 51 818). За межею бідності перебувало 12,1 % осіб, у тому числі 10,6 % дітей у віці до 18 років та 13,3 % осіб у віці 65 років та старших.
Цивільне працевлаштоване населення становило 246 осіб. Основні галузі зайнятості: виробництво — 25,6 %, освіта, охорона здоров'я та соціальна допомога — 21,5 %, будівництво — 15,9 %.